# Parroquia La Purísima (El Palmar)
La parroquia La Purísima Concepción o Parroquia La Purísima está situada en la población de El Palmar, Murcia (Región de Murcia). Su construcción se realizó en honor a la Purísima Concepción, cuya festividad de celebra el 8 de diciembre. Los orígenes de la iglesia se remontan al siglo XVII, erigida en honor a María en su Purísima Concepción. Este dogma cristiano sostiene que María, madre de Jesús, no fue alcanzada por el pecado original sino que estuvo libre de pecado, a diferencia del resto de los humanos, desde el primer instante de su concepción.

## Historia
La parroquia de La Purísima Concepción fue construida en la propia Hacienda de Don Juan Verastegui en 1615. Los orígenes de El Palmar se remontan al siglo XVI, donde por aquel entonces era un pequeño lugar perteneciente al Señorío de un noble caballero llamado Don Juan de Vertastegui. Es en esos siglos donde las primeras funciones de los señoríos era fundar una iglesia en la cual tanto sus trabajadores como ellos mismos pudieran cumplir sus obligaciones religiosas. En  el año 1600 se encuentran las primeras fechas de los libros de la parroquia. 23 años después,  La Purísima y San Roque fueron nombrados patrones. 

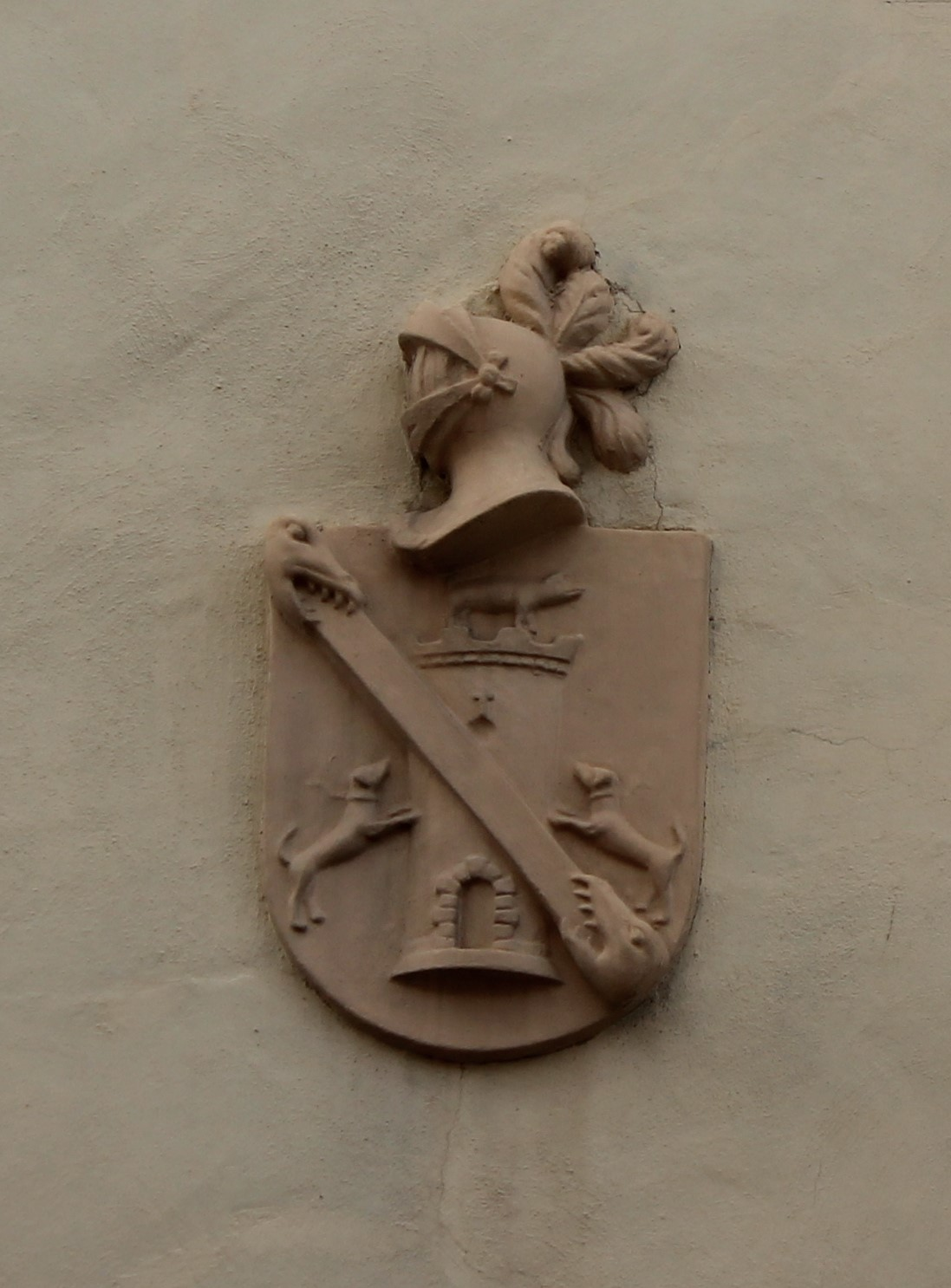
Escudo de armas de los Verastegui en la parte posterior de la parroquia

En sus comienzos, la parroquia de La Purísima fue anejo de Santa María de Murcia. Esta ermita o iglesia fue erigida en honor al misterio de María en su Purísima Concepción según el dogma cristiano. Más adelante se calificó como parroquia. Debido a la destrucción de los documentos en los siglos XIX y XX, fue imposible extraer ningún documento de los archivos de la casa Verastegui. También, perteneciente a la jurisdicción de la Parroquia de El Palmar, han pertenecido otros anejos como son Sangonera la Verde, Sangonera la Seca, Aljucer y hasta hace poco incluso San Ginés. De este modo, los curas de Santa María, de Murcia, eran curas propios de la parroquia La Purísima. Dicha situación se mantuvo hasta finales del siglo XVIII en el que La Purísima de El Palmar se constituyó en Vicaría Perpetua con un Cura propio. Este hecho tuvo lugar en tiempos del Obispo Don Victoriano López Gonzalo. Ya es en el siglo XXI, el 28 de octubre de 2007, cuando se produce la beatificación del mártir Fortunato Miguel Arias Sánchez por el Papa Benedicto XVI, siendo párroco de La Purísima Concepción Don Antonio Guardiola Villalba.

## Arquitectura
La iglesia parroquial de La Purísima de El Palmar, de estilo barroco, se construyó en el siglo XVII. Sin embargo, no se sabe con certeza quién fue el encargado de diseñarla. Anteriormente, la iglesia fue una pequeña y humilde ermita a la cual se le fueron implementando otros elementos que con el tiempo han configurado el templo que hoy en día se conoce. Desde 1913 a 1918, la iglesia se restauró debido a su antigüedad, ampliándose y construyéndose dos nuevas arcadas y se hizo la fachada actual. En diciembre de 1942, la imagen de la Purísima Concepción fue coronada patrona de El Palmar y en 1964 se añadió un nuevo cuerpo a la Torre, en el que hoy en día se encuentra el reloj y las campanas.

## Fiestas
En los domingos del mes de octubre es sacada en procesión la Virgen del Rosario custodiada en la parroquia. Esta es una antigua tradición en los pueblos de huerta de la Región Murciana que fue rescatada en El Palmar por la Peña Huertana El Lugarico. Además de la procesión de la Virgen, se reza el Santo Rosario y celebran misas en su honor. Esta festividad religiosa se denomina con el nombre de Rosario de la Aurora.
También se celebran actos festivos en honor a La Purísima Concepción desde el 1 al 8 de diciembre. Entre los diversos actos religiosos destacan las novenas en conmemoración de la Patrona, la procesión solemne del 8 de diciembre en la que la imagen de la Purísima Concepción es paseada por las calles y como cierre de las fiestas, un castillo de fuegos artificiales. 
Junto a las fiestas patronales tienen lugar múltiples actos festivos como la elección de la Reina y las Damas de Honor, degustaciones de comida típica, conciertos, juegos infantiles, etc.